# Nazionale maschile under 21 di calcio del Kazakistan
La nazionale di calcio kazaka Under-21 è la rappresentativa calcistica Under-21 del Kazakistan ed è posta sotto l'egida della federazione calcistica del Kazakistan. Ha debuttato nella qualificazione al Campionato europeo Under-21 2006.

## Partecipazioni

### Europeo U-21
- 2004: Non partecipante
- 2006: Non qualificata
- 2007: Non qualificata
- 2009: Non qualificata
- 2011: Non qualificata
- 2013: Non qualificata
- 2015: Non qualificata
- 2017: Non qualificata
- 2019: Non qualificata